# Zwartkuifzanger
De zwartkuifzanger (Myiothlypis nigrocristata; synoniem: Basileuterus nigrocristatus) is een zangvogel uit de familie Parulidae (Amerikaanse zangers).

## Verspreiding en leefgebied
Deze soort komt voor in de Andes van Colombia tot noordelijk Venezuela, Ecuador en noordelijk Peru.